# استونی در بازی‌های اروپایی ۲۰۲۳
استونی در بازی‌های اروپایی ۲۰۲۳ (انگلیسی: Estonia at the 2023 European Games) یکی از شرکت‌کنندگان در بازی‌های اروپایی ۲۰۲۳ بود که از ۲۱ ژوئن تا ۲ ژوئیه ۲۰۲۳ در کراکوف، لهستان برگزار شد. این سومین حضور استونی در بازی ها و با بیشترین تعداد ورزشکاران شرکت کننده بود.

## مدال‌آوران
| استونی در بازی‌های اروپایی ۲۰۲۳ | استونی در بازی‌های اروپایی ۲۰۲۳ | استونی در بازی‌های اروپایی ۲۰۲۳ | استونی در بازی‌های اروپایی ۲۰۲۳ | استونی در بازی‌های اروپایی ۲۰۲۳ |
| مدال                           | نام                            | ورزش                           | رویداد                         | تاریخ                          |
| ------------------------------ | ------------------------------ | ------------------------------ | ------------------------------ | ------------------------------ |
| 1                              | روبین یاتما لیسل یاتما         | تیراندازی با کمان              | کامپوند تیمی مختلط             | ۲۵ ژوئن ۲۰۲۳                   |
| 1                              | آسترید یوهانا گرنتس            | موای تای                       | ۶۰ کیلوگرم زنان                | ۲۷ ژوئن ۲۰۲۳                   |
| 2                              | راسموس ماگی                    | دو و میدانی                    | ۴۰۰ متر با مانع                | ۲۴ ژوئن ۲۰۲۳                   |

## شرکت‌کنندگان
| ورزش                | مرد | زن | مجموع |
| ------------------- | --- | -- | ----- |
| تیراندازی با کمان   | ۱   | ۲  | ۳     |
| شنای موزون          | ۰   | ۲  | ۲     |
| دو و میدانی         | ۲۰  | ۱۹ | ۳۹    |
| بدمینتون            | ۱   | ۳  | ۴     |
| بسکتبال             | ۴   | ۴  | ۸     |
| بوکس                | ۵   | ۰  | ۵     |
| قایقرانی سرعت       | ۲   | ۰  | ۲     |
| دوچرخه‌سواری بی‌ام‌اکس | ۲   | ۱  | ۳     |
| دوچرخه‌سواری کوهستان | ۲   | ۳  | ۵     |
| شمشیربازی           | ۴   | ۶  | ۱۰    |
| پنج‌گانه مدرن        | ۱   | ۱  | ۲     |
| موای تای            | ۰   | ۱  | ۱     |
| پدل                 | ۲   | ۲  | ۴     |
| تیراندازی           | ۶   | ۲  | ۸     |
| اسکی پرش            | ۴   | ۰  | ۰     |
| تنیس روی میز        | ۰   | ۲  | ۲     |
| ورزش سه‌گانه         | ۲   | ۱  | ۳     |
| مجموع               | ۵۶  | ۴۹ | ۱۰۵   |